# فيليكس شتورم
فيليكس شتورم (بالألمانية: Felix Sturm) مواليد 31 يناير 1979 في ليفركوزن، ألمانيا الغربية، هو ملاكم ألماني يصنف ضمن فئة الوزن المتوسط. حقق بطولة رابطة الملاكمة العالمية وبطولة الاتحاد الدولي للملاكمة وبطولة منظمة الملاكمة العالمية.

## إحصائيات
خاض خلال مسيرته 49 نزالا، فاز في 40 وتعادل في 3 وخسر في 5. فاز بالضربة القاضية في 18 نزالا.

## وصلات خارجية
- فيليكس شتورم على موقع بوكس ريك (الإنجليزية) (registration required)
- فيليكس شتورم على موقع أوليمبيديا (الإنجليزية)

- الموقع الرسمي